# الدوري الجنوبي لكرة القدم 1968–69
الدوري الجنوبي لكرة القدم 1968–69 (بالإنجليزية: 1968–69 Southern Football League)‏ هو موسم من الدوري الجنوبي الممتاز. فاز فيه كامبريدج يونايتد.